# Oriolus crassirostris
Oriolus crassirostris (Papa-figos-de-são-tomé) é uma espécie de ave da família Oriolidae.
É endémica de São Tomé e Príncipe.
Os seus habitats naturais são: florestas subtropicais ou tropicais húmidas de baixa altitude e regiões subtropicais ou tropicais húmidas de alta altitude.
Está ameaçada por perda de habitat.